# Eduardo Vitoria Miralles
Eduardo Vitoria Miralles (Alcoy, 25 de agosto de 1864 - Barcelona, 22 de septiembre de 1958) fue un jesuita y químico español, fundador del Instituto Químico de Sarrià.

## Biografía

### Los años de formación
Nacido en una familia de siete hermanos, a los cuatro años quedó huérfano de padre. En 1874 empezó el bachillerato en el colegio San José de Valencia, dirigido por los jesuitas. De 1881 a 1885 estudió ciencias exactas en la Universidad de Madrid, y en 1886, entró en el noviciado de la Compañía de Jesús en el monasterio de Veruela. Tras el noviciado y los estudios de humanidades y filosofía, en 1892 emprendió la licenciatura en ciencias químicas, primero en la Universidad de Barcelona y finalmente en la de Valencia (1896). Después de ser ordenado sacerdote, pasó dos años en la Universidad Católica de Lovaina, donde en 1904 obtuvo el doctorado en química con la máxima calificación.

### Del Laboratorio del Ebro al Instituto de Sarrià
Al volver de Bélgica, construyó en Roquetes, cerca de las facultades jesuitas de teología y filosofía y junto al Observatorio del Ebro, un edificio de tres plantas para albergar un centro dotado de las novedades que había conocido en Lovaina, y en 1905 inauguró el nuevo Laboratorio Químico del Ebro, con secciones para la química del carbono, el análisis mineral, el análisis cuantitativo, el análisis orgánico y los procesos electrolíticos, además de aula, almacén y biblioteca.
En 1916, siguiendo los pasos de las facultades de teología y filosofía, que se trasladaron a Sarrià, trasladó igualmente el Laboratorio Químico que adoptó el nombre de Instituto Químico de Sarrià. Empezó a impartir un plan de postgrado para licenciados en química o farmacia, en tres años: el primero, química mineral; el segundo, química analítica mineral, y el tercero, química del carbono. Con el tiempo, el centro estructuró sus estudios como carrera universitaria. El 18 de enero de 1932 fue desalojado, a raíz del decreto de disolución de la Compañía de Jesús en España, pero continuó sus clases en varios locales hasta que fue clausurado en 1936, al empezar la guerra civil. El padre Vitoria huyó a Italia, y allí vivió hasta que acabó la guerra y el instituto volvió a abrirse, en 1939. Desde 1934 había dejado su dirección en manos de un jesuita más joven, Salvador Gil, nacido en 1890. En 1955, con motivo de sus noventa años y cincuenta de la fundación del Instituto Químico de Sarrià, se le rinde un homenaje y fue condecorado por el ministro de educación nacional. Murió en 1958, y sus restos reposan en Alcoy, en la iglesia de Sant Maur.

## Obras
- Manual de química moderna, 1910
- La catálisis química: sus teorías y aplicaciones en el laboratorio y en la industria, 1912
- Prácticas químicas para cátedras y laboratorios, 1912
- El acetileno. Sus aplicaciones domésticas, industriales y científicas, 1913
- La ciencia química y la vida social, 1916
- Estudios de química contemporánea, 1924 (ciclo de conferencias que pronunció en las universidades de Buenos Aires y de La Plata)
- Química del carbono, 1927

## Reconocimientos
- Miembro numerario de la Academia de Ciencias y Artes de Barcelona, 1917 [4]
- Correspondiente de la Academia de Medicina de Buenos Aires, 1928 [2]
- Gran Cruz de Alfonso X el Sabio, 1946 [2]
- Correspondiente de la Real Academia de Ciencias Exactas, Físicas y Naturales, 1948 [5]
- Medalla de Oro al Mérito en el Trabajo, 1955 [2]